# Ræhr
Ræhr is een plaats in de Deense regio Noord-Jutland, gemeente Thisted. De plaats telt 557 inwoners (2008).